# Tổ chức Quyền Anh Thế giới
Tổ chức Quyền Anh Thế giới (tên quốc tế: World Boxing Organization; viết tắt: WBO) là một tổ chức quốc tế về Quyền Anh, có chức năng tổ chức, phê chuẩn, công nhận các trận đấu Quyền Anh chuyên nghiệp, xếp hạng chuyên nghiệp thế giới. Đây là tổ chức được Đại sảnh Danh vọng Quyền Anh Quốc tế (IBHOF) công nhận là một trong bốn nhóm tổ chức Quyền Anh vô địch thế giới lớn nhất cùng với Hiệp hội Quyền Anh Thế giới (WBA), Hội đồng Quyền Anh Thế giới (WBC) và Liên đoàn Quyền Anh Quốc tế (IBF). Trụ sở chính của WBO đặt tại San Juan, Thịnh vượng chung Puerto Rico, Hoa Kỳ.

## Lịch sử

### Khởi đầu
WBO bắt đầu được hình thành sau khi một nhóm các doanh nhân người Puerto Rico và Dominica đã phá vỡ đại hội thường niên năm 1988 của WBA ở Isla Margarita, Venezuela về những tranh chấp liên quan đến các quy tắc được áp dụng đối với Quyền Anh chuyên nghiệp. Chủ tịch đầu tiên của WBO là Ramon Pina Acevedo của Cộng hòa Dominica. Ngay sau khi được thành lập, WBO đã tổ chức các trận đấu vô địch thế giới trên toàn cầu. Trận tranh đai vô địch đầu tiên của WBO để tranh đai hạng siêu trung còn trống, giữa Thomas Hearns và James Kinchen; Hearns chiến thắng bằng quyết định trọng tài. Để gia tăng vai trò và sự tôn trọng, WBO tiếp theo đã bầu cựu vô địch hạng dưới nặng thế giới José Torres của Ponce, Puerto Rico, làm chủ tịch. Torres miễn nhiệm năm 1996, thay thế bằng luật sư người Puerto Rico Francisco Valcarcel làm chủ tịch. Valcarcel đã giữ vị trí này kể từ đó.
Vào thời điểm ban đầu, tranh chấp trong quyết định của các tổ chức Quyền Anh trở nên phức tạp. Những năm 80, Liên đoàn Quyền Anh Quốc tế (IBF) trao đai vô địch hạng nặng cho Larry Holmes ngay sau khi thành lập vào năm 1983 (như họ đã trao cho một số nhà vô địch đã thành danh ở các hạng cân thấp hơn), WBO thì lại sắp xếp trận đấu giữa hai võ sĩ tương đối vô danh chuyên nghiệp là Francesco Damiani (Huy chương Bạc Thế vận hội Mùa hè năm 1984) và Johnny DuPlooy để xác định người đầu tiên nắm giữ danh hiệu hạng nặng của WBO năm 1989. Tất cả các tổ chức khác của Quyền Anh đã khẳng định Mike Tyson bất bại lúc đó là nhà vô địch hạng nặng không thể tranh cãi. Trong khi đó Damiani trở thành nhà vô địch WBO hạng nặng đầu tiên. Ở hạng nặng, đặc biệt là tại Hoa Kỳ, ban đầu WBO gặp rất nhiều khó khăn để giành được sự tín nhiệm trong thế giới Quyền Anh, chẳng hạn như các nhà vô địch hạng nặng WBO là Michael Moorer, Riddick Bowe và Henry Akinwande từ bỏ danh hiệu để theo đuổi các lựa chọn khác. Ấn phẩm về Quyền Anh The Ring cũng không công nhận WBO, mặc dù đã công nhận IBF sau khi ra đời vào năm 1983, 5 năm trước WBO.

### Giành uy tín giới Quyền Anh
Tuy nhiên, ở các hạng cân nhẹ hơn, những nhà vô địch lâu năm trong thập niên 1990 như Chris Eubank, Dariusz Michalczewski, Johnny Tapia và Naseem Hamed đã mang đến cho danh hiệu WBO ngày càng nhiều uy tín hơn. WBO cũng được phổ biến bởi các võ sĩ Quyền Anh như Marco Antonio Barrera, Oscar De La Hoya, Nigel Benn, Ronald "Winky" Wright, Joe Calzaghe và Wladimir Klitschko, tất cả đều đã giữ đai. Vào ngày 23 tháng 8 năm 1997, nhà vô địch hạng ruồi nhẹ WBC Ricardo López đã giành được đai hạng ruồi nhẹ WBO bằng cách hạ gục võ sĩ người Puerto Rico Alex Sánchez. Sau trận đấu, López nói với một tờ báo México rằng anh muốn trao chiếc đai vô địch mới giành được cho cha mình, một người hâm mộ Quyền Anh. Chủ tịch WBO Francisco Valcarcel tuyên bố rằng xem bình luận đó như một lời từ chức công khai và tuyên bố bỏ trống đai rạng ruồi nhẹ mà không tổ chức phiên điều trần hoặc thông báo cho López. WBO đã thay thế một trận đấu giữa Eric Jamili (10–5–1) và Mickey Cantwell (13–4–1) để lấp chỗ trống đai này bất chấp sự phản đối của López.
Ở châu Âu, WBO được chấp nhận nhiều hơn trong những năm đầu của tổ chức này so với ở Mỹ, và các nhà vô địch WBO luôn đạt thành tích tốt trong các trận đấu thống nhất đai với các nhà vô địch WBA, WBC và IBF. Ví dụ, nhà vô địch hạng dưới nặng WBO Michalczewski đã thống nhất danh hiệu của mình với danh hiệu WBA và IBF bằng cách đánh bại Virgil Hill. Nhà vô địch hạng lông WBO Naseem Hamed cũng đánh bại các nhà đương kim vô địch WBA, WBC và IBF ở cùng hạng cân. Đến năm 2000, WBA đã công nhận các nhà vô địch WBO giống như các nhà vô địch WBC và IBF. Năm 2004, WBC bắt đầu ghi tên các nhà vô địch WBO vào danh sách xếp hạng của mình. IBF đã không công nhận WBO vào tháng 5 năm 2006, nhưng đã chính thức công nhận từ tháng 2 năm 2007. Các quy định của WBO công nhận ba tổ chức còn lại. Trong nhiều năm, cũng như IBF, các võ sĩ ở Nhật Bản không được phép tranh đai WBO. Năm 2012, Ủy ban Quyền Anh Nhật Bản (JBC) đã công nhận cơ quan chủ quản. Vào tháng 8 năm 2016, giải vô địch WBO châu Á Thái Bình Dương được JBC và Hiệp hội Quyền Anh Chuyên nghiệp Nhật Bản (JPBA) công nhận, chính thức Nhật Bản tham gia tranh đai.
Đai vô địch WBO nam có màu nâu, trong khi đai vô địch của nữ có màu hồng.

## Các danh hiệu lớn
Kể từ đầu những năm 2000, WBO đã trao danh hiệu danh dự Super Champion cho một số võ sĩ, ở bất kỳ hạng cân nhất định nào, những người đáp ứng một loạt các tiêu chí phân biệt. Các võ sĩ từng được vinh danh là Super Champion WBO bao gồm: Anthony Joshua, Wladimir Klitschko, Oleksandr Usyk, Joe Calzaghe, Oscar De La Hoya, Bernard Hopkins, Jermain Taylor, Kelly Pavlik, Saúl Álvarez, Juan Manuel Márquez, Juan Díaz, Manny Pacquiao, Timothy Bradley, Marco Antonio Barrera, Fernando Montiel, Jorge Arce, Omar Narváez, Donnie Nietes, Kosei Tanaka, Iván Calderón, Marco Huck, Sergey Kovalev, Vasyl Lomachenko và Terence Crawford. Hiện chỉ có hai nữ võ sĩ giành được danh hiệu Super Champion WBO: Amanda Serrano và Claressa Shields.
Danh hiệu này không phải là một chức vô địch thế giới thực tế giống như các danh hiệu Super WBA, nó giống như một giải thưởng thành tựu trọn đời. Một võ sĩ được trao danh hiệu Super Champion WBO không thể giành được hoặc để mất danh hiệu đó cho một võ sĩ khác. Việc công nhận là Super Champion có thể được duy trì ngay cả khi võ sĩ chuyển sang hạng cân khác.

## Hệ thống xếp hạng
WBO công bố bảng xếp hạng hàng tháng, với các võ sĩ giành được chức vô địch khu vực do các tổ chức nhỏ của WBO công bố sẽ được ưu tiên. Trong WBO, Ủy ban Vô địch Thế giới (The World Championship Committee) tồn tại để chỉ định võ sĩ thách đấu bắt buộc, người mà nhà vô địch đương nhiệm buộc phải giao đấu trong một khung thời gian tùy ý để bảo vệ danh hiệu WBO mà mình giành được, và bị tước đi danh hiệu nếu vi phạm thời gian hoặc thua trận. Cơ quan này cũng chịu trách nhiệm xác định những võ sĩ thách đấu sẽ là ai trong trường hợp trống hoặc sự cần thiết của một danh hiệu tạm thời. Ngoại lệ đối với quy tắc này là những người được công nhận là Super Champion WBO, những người có thể trực tiếp thách đấu chức vô địch thế giới ở một giải đấu khác ngay cả khi họ chưa từng tham gia giải đấu đó trước đó. Có những khác biệt giữa WBO và các tổ chức Quyền Anh thế giới khác, chẳng hạn như việc liệt kê bộ cân nặng, trong đó 140 lb. (63,5 kg) ở WBO là hạng bán trung cơ sở (junior welterweight), trong khi WBA sử dụng thuật ngữ siêu nhẹ (super lightweight).
Trước khi WBO được công nhận là tổ chức chính về phê chuẩn Quyền Anh, hệ thống xếp hạng đã cho thấy lỗ hổng khi võ sĩ Darrin Morris qua đời được thăng hạng hai lần ở hạng siêu trung vào năm 2001. Ngoài ra, Morris mới chỉ thi đấu một lần trong ba năm trước khi qua đời, đánh bại một võ sĩ chỉ có 17 trận thắng trong số 81 trận giao đấu. Morris xếp thứ 7 vào thời điểm anh qua đời và thứ 5 khi WBO phát hiện ra lỗi. Chủ tịch Valcarcel thừa nhận sai lầm trong xếp hạng võ sĩ, nhưng cũng tuyên bố rằng các tổ chức xếp hạng Quyền Anh khác đã từng mắc lỗi tương tự trong quá khứ khi tiếp tục xếp hạng võ sĩ khác sau khi võ sĩ qua đời. Một tuần sau, tờ The Independent của Anh phanh phui câu chuyện rằng một trong ba người phụ trách xếp hạng võ sĩ của WBO là Gordon Volkman vẫn chưa nghe tin Morris đã mất.

## Mối quan hệ quốc tế
Dưới thời Valcárcel, WBO là cơ quan phê chuẩn Quyền Anh duy nhất vắng mặt trong hội nghị thượng đỉnh được tổ chức vào năm 2014, hội nghị được mời với khả năng thảo luận xác định nhà vô địch duy nhất cho mỗi hạng cân. Vào năm 2014, Valcárcel đã công khai phản đối việc thưởng nửa điểm trong hệ khung điểm 10-Point Must System mà ba tổ chức còn lại ủng hộ. Valcárcel cũng đã chỉ trích WBC vì đã tạo ra danh hiệu "Maya Belt" và đưa nó vào thi đấu trong các trận đấu có liên quan tới khu vực của danh hiệu WBO. Một chủ đề khác mà ông chỉ trích là việc WBA xử phạt tới 4 nhà vô địch mỗi hạng cân. Mặc dù vậy, sau sự bùng nổ của đại dịch COVID-19 và tác động kinh tế đối với thế giới Quyền Anh, WBO đã mời chủ tịch của các tổ chức khác tham dự cuộc họp của ban điều hành được tổ chức vào tháng 10 năm 2021.
Trong không gian truyền thông khác, WBO có mối quan hệ và được nhắc đến bởi Manga, Anime Nhật Bản. Phần cuối của loạt truyện tranh Nhật Bản Bleach xoay quanh việc dàn diễn viên chính tập hợp để xem một trận chiến, trong đó một nhân vật tên là Yasutora Sado tham gia, đã trở thành một võ sĩ chuyên nghiệp mười năm sau cốt truyện và thách thức chức vô địch hạng nặng thế giới WBO.

## Các nhà vô địch WBO thế giới
Danh hiệu tính đến ngày 26 tháng 10 năm 2021.

### Nam
| Hạng cân             | Nhà vô địch       | Từ         | Ngày |
| -------------------- | ----------------- | ---------- | ---- |
| Hạng ruồi nhẹ        | Wilfredo Mendez   | 24/8/2019  | 2041 |
| Hạng ruồi cơ sở      | Jonathan Gonzalez | 16/10/2021 | 1257 |
| Hạng ruồi            | Junto Nakatani    | 6/11/2020  | 1601 |
| Hạng gà cơ sở        | Kazuto Ioka       | 19/6/2019  | 2107 |
| Hạng gà              | Johnriel Casimero | 30/11/2019 | 1943 |
| Hạng lông cơ sở      | Stephen Fulton    | 23/1/2021  | 1523 |
| Hạng lông            | Emanuel Navarrete | 9/10/2020  | 1629 |
| Hạng nhẹ cơ sở       | Shakur Stevenson  | 23/10/2021 | 1250 |
| Hạng nhẹ             | Teófimo López     | 17/10/2020 | 1621 |
| Hạng bán trung cơ sở | Josh Taylor       | 22/5/2021  | 1404 |
| Hạng bán trung       | Terence Crawford  | 9/6/2018   | 2482 |
| Hạng trung cơ sở     | Brian Castaño     | 13/2/2021  | 1502 |
| Hạng trung           | Demetrius Andrade | 20/10/2018 | 2349 |
| Hạng siêu trung      | Canelo Alvarez    | 8/5/2021   | 1418 |
| Hạng dưới nặng       | Joe Smith Jr.     | 10/4/2021  | 1446 |
| Hạng nặng cơ sở      | Lawrence Okolie   | 20/3/2021  | 1467 |
| Hạng nặng            | Oleksandr Usyk    | 25/9/2021  | 1278 |

### Nữ
| Hạng cân             | Nhà vô địch          | Từ         | Ngày |
| -------------------- | -------------------- | ---------- | ---- |
| Hạng siêu nhẹ        | Mika Iwakawa         | 29/7/2018  | 2432 |
| Hạng ruồi nhẹ        | Nguyễn Thị Thu Nhi   | 23/10/2021 | 1250 |
| Hạng ruồi cơ sở      | Seniesa Estrada      | 9/7/2021   | 1356 |
| Hạng ruồi            | Debora Anahí López   | 20/12/2019 | 1923 |
| Hạng gà cơ sở        | Tomoko Okuda         | 13/12/2020 | 1564 |
| Hạng gà              | Dina Thorslund       | 25/6/2021  | 1370 |
| Hạng lông cơ sở      | Dina Thorslund       | 25/8/2018  | 2405 |
| Hạng lông            | Amanda Serrano       | 10/12/2016 | 3028 |
| Hạng nhẹ cơ sở       | Mikaela Mayer        | 31/10/2020 | 1607 |
| Hạng nhẹ             | Katie Taylor         | 15/3/2019  | 2203 |
| Hạng bán trung cơ sở | Christina Linardatou | 8/2/2020   | 1873 |
| Hạng bán trung       | Jessica McCaskill    | 15/8/2020  | 1684 |
| Hạng trung cơ sở     | Claressa Shields     | 10/1/2020  | 1902 |
| Hạng trung           | Savannah Marshall    | 31/10/2020 | 1607 |
| Hạng siêu trung      | Alejandra Jiménez    | 11/1/2020  | 1901 |
| Hạng dưới nặng       | Trống                |            |      |
| Hạng nặng            | Trống                |            |      |